# CzechStartups.org
CzechStartups.org je webový portál, první online hub a oficiální rozcestník pro startupovou komunitu v České republice. Jedná se o informační platformu pro lepší komunikaci mezi začínajícími podniky, inkubátory a investory s cílem podpořit startupové prostředí a startupy v České republice. Projekt byl spuštěn na podzim roku 2015 jako projekt agentury pro podporu podnikání a investic CzechInvest ve spolupráci s hlavními partnery projektu IBM, Czech ICT Alliance, AMSP ČR a Rockaway. Portál je psán v anglickém jazyce a v přípravě je i jeho česká verze. Web je postaven na platformě IBM Bluemix a SoftLayer cloudové infrastruktuře. Jedná se již o sedmé digitální město postavené na platformě IBM Bluemix a SoftLayer cloudové infrastruktuře.

## Vznik
Agentura CzechInvest se již delší dobu věnuje podpoře malých a středních podniků. V minulosti CzechInvest nastartoval i projekty na podporu startupů, CzechEkoSystem a CzechAccelerator, které pomáhaly startupům všeho druhu prorazit v zahraničí. CzechInvest a jeho nový odbor startupů ve spolupráci s partnery projektu rozhodl o vybudování webového portálu, který by sloužil jako první digitální město ve střední a východní Evropě, kde se mohou střetávat inovativní společnosti s investory a celkovou startupovou infrastrukturou (podnikatelské akcelerátory, podnikatelské inkubátory, coworkingová centra) v České republice. Projekt CzechStartups.org byl spuštěn v testovacím režimu na podzim roku 2015.

## Činnost
Webový portál CzechStartups.org soustřeďuje základní informace o českém startupovém prostředí na jednom místě dostupném všem. Portál poskytuje informace o existujících programech podpory pro startupy, kontakty na množství poskytovatelů podpory, jež umožňují růst a rozvoj začínajících podniků či návody a tipy jak správně podnikat.
Dále portál shromažďuje rozsáhlé databáze jak startupů, tak investorů (Business Angels, Venture Capital, Investiční fond, Private equity a další) a infrastruktur, které pomáhají s orientací se v českém startupovém prostředí. A to včetně denního zpravodajství ze startupového světa, včetně reportů o úspěšných případech českých startupů, jež uspěly a které mohou sloužit jako motivace pro další začínající společnosti. Portál přináší i aktuální informace o startupových akcích a konferencích.

## Cíl projektu
CzechStartups.org si klade za hlavní cíl propojení domácí české startupové scény, a to především mezi startupy/investory/infrastrukturou a informovat o českém startupovém prostředí.